# تيروكي سوزوكي
تيروكي سوزوكي (باليابانية: 鈴木輝昭؛ بالكانا: すずき てるあき) هو ملحن ياباني، ولد في 16 فبراير 1958 في سنداي في اليابان.

## وصلات خارجية
- تيروكي سوزوكي على موقع ميوزك برينز (الإنجليزية)